# Belovit-(Ce)
Belovit-(Ce) (russisch Беловит-(Ce)) ist ein sehr seltenes Mineral aus der Mineralklasse der „Phosphate, Arsenate und Vanadate“. Es kristallisiert im trigonalen Kristallsystem mit der idealisierten chemischen Zusammensetzung NaCeSr3(PO4)3F – ist also ein Natrium-Cer-Strontium-Phosphat mit einem zusätzlichen Fluorid-Ion. Strukturell gehört Belovit-(Ce) in die Apatitgruppe.
Belovit-(Ce) entwickelt nadelige bis dünn- bzw. langprismatische Kristalle, die bis zu 5 cm Länge erreichen. Außerdem findet sich Belovit-(Ce) in Form von radialstrahligen bis garbenförmigen Aggregaten oder eingewachsen in gestaltlosen Körnern. Er tritt als sekundär gebildetes Mineral in differenzierten Alkaligesteinskomplexen wie den Chibinen oder den Lowosero-Tundren auf und wird hier von Ussingit, Natrolith, Chkalovit, Epistolit, Tugtupit, Manganoneptunit, Murmanit, Gaidonnayit, Nordit-(La), Lamprophyllit, Fluorcaphit, Lomonosovit, Deloneit, Sitinakit, Aegirin, Eudialyt, Sodalith, Mikroklin und Nephelin begleitet.
Die Typlokalität des Belovit-(Ce) sind Ussingit-Aegirin-Mikroklin-Linsen im Pegmatit Nr. 71 am Osthang des Bergs Maly Punkaruaiw (Малый Пункаруайв, Koordinaten des Bergs Maly Punkaruaiw) in den Lowosero-Tundren in der Oblast Murmansk auf der Halbinsel Kola in Russland.

## Etymologie und Geschichte

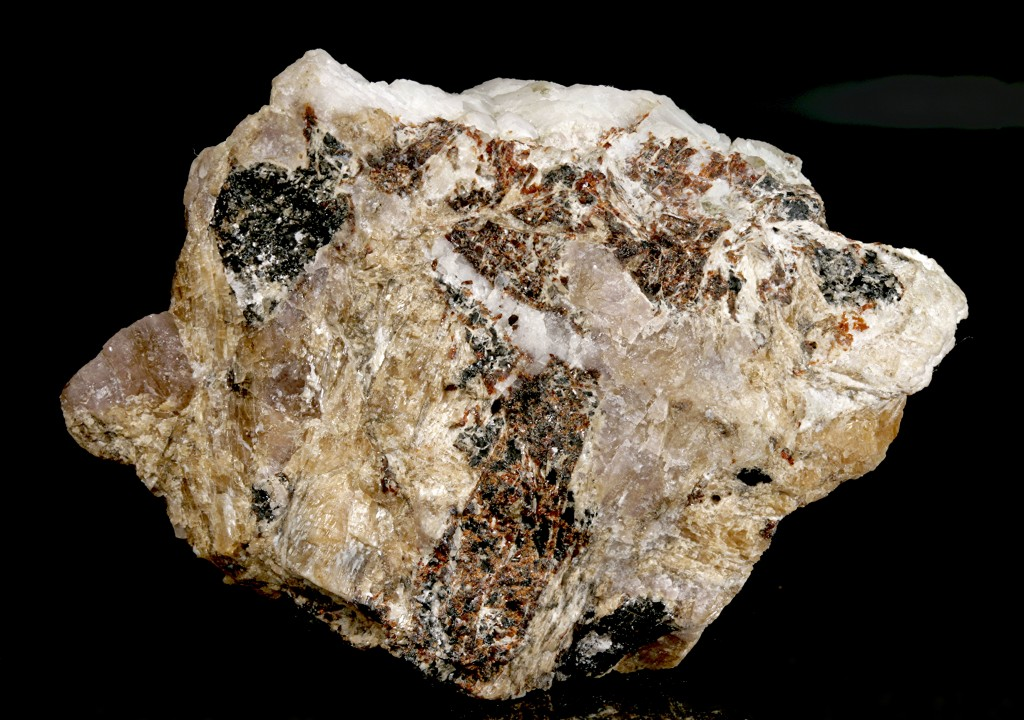
Orangefarbener Serandit (links), rosa Ussingit (oben), grünlicher Belovit-(Ce) (Mitte) und schwarzer Umbozerit (rechts) mit weißem Shkatulkalith aus dem Shkatulka-Pegmatit, Umbozero Mine, Berg Alluaiw, Lowosero-Tundren, Russland. Vollständige Ansicht der Stufe in der Infobox.

Im Jahr 1950 entdeckte der sowjetische Geologe und Mineraloge Lew Sergejewitsch Borodin (russisch Лев Сергеевич Бородин, international gebräuchliche englische Transkription Lev Sergeevich Borodin) bei der Untersuchung von alkalischen Pegmatiten in den Lowosero-Tundren ein apatit-ähnliches Mineral, das sich als ein in die Apatitgruppe gehörendes Phosphat von Strontium und Metallen der Seltenen Erden mit der Formel (Sr,Ce,Na,Ca)10[P6O24][O,OH]2 erwies. Nach der Ermittlung der kristallographischen, physikalischen, chemischen und optischen Eigenschaften erfolgte die wissenschaftliche Erstbeschreibung dieses Minerals im Jahre 1954 durch ein Forscherteam mit Lew Sergejewitsch Borodin und Marija Jefimowna Kasakowa (Мария Ефимова Казакова, englische Transkription Marija Efimova Kasakova) im russischsprachigen Wissenschaftsmagazin Доклады Академии Наук СССР (englisch Reports of the USSR Academy of Sciences, deutsch Berichte der Akademie der Wissenschaften der UdSSR). Die Autoren benannten den neuen Vertreter der Apatitgruppe zu Ehren des herausragenden russischen Wissenschaftlers, Geochemikers, Mineralogen und Kristallographen, des Akademiemitglieds Nikolai Wassiljewitsch Below (1891–1982) (Николай Васильевич Белов) als Belovit (englisch Belovite). Below war ab 1953 Leiter der Abteilung Kristallographie und Kristallchemie an der Lomonossow-Universität Moskau.
Da die Richtlinien der International Mineralogical Association (IMA) bei der Namensgebung von seltenmetallhaltigen Mineralen verlangen, das dominierende Seltenerdmetall (hier: Cer) als Suffix anzuhängen (sogenannter „Levinson Modifier“), wurde der Belovit in Belovit-(Ce) umbenannt.
Das Typmaterial (Holotyp) für Belovit-(Ce) wird unter der Katalognummer 56440 in der Systematischen Sammlung des Mineralogischen Museums „Alexander Jewgenjewitsch Fersman“ der Russischen Akademie der Wissenschaften in Moskau aufbewahrt. Es wird wie folgt beschrieben:

«Малый Пункаруайв, Ловозеро. Образец Nо. 56440 из Минералогического музея им. А. Е. Ферсмана РАН. Передан в музей Л. С. Бородиным 4 марта 1954. Является roлотипным образцом беловита-(Се). Представляет собой свежий полупрозрачный призматический кристалл, исштрихованный вдоль [100], размером 18 × 5 мм. Кристалл находится в сиреневом уссингите в ассоциации с натролитом, сфалеритом, эгирином н бурыми псевдоморфозами оксидов Мн по серандиту. Пегматитсвое тело подробно описано Е. И. Семеновым (1972).»

„Maly Punkaruaiw, Lowosero. Stufe Nr. 56440 aus dem Mineralogischen Museum A. E. Fersman RAN. Am 4. März 1954 von L. S. Borodin ins Museum überführt. Es handelt sich um den Holotyp des Belovit-(Ce). Es ist ein frischer halbtransparenter prismatischer Kristall, nach [100] gestreift, 18 × 5 mm groß. Der Kristall sitzt in lila Ussingit in Vergesellschaftung mit Natrolith, Sphalerit, Aegirin und braunen Pseudomorphen von Mn-Oxiden nach Serandit. Der Pegmatitkörper wird ausführlich von E. I. Semjonow (1972) beschrieben.“

## Klassifikation
In der zuletzt 1977 überarbeiteten 8. Auflage der Mineralsystematik nach Strunz gehörte der hier noch als ein Mineral angesehene Belovit zur Mineralklasse der „Phosphate, Arsenate und Vanadate“ und dort zur Abteilung „Wasserfreie Phosphate, Arsenate und Vanadate mit fremden Anionen“, wo er zusammen mit Carbonat-Fluorapatit (Status fraglich), Chlorapatit, Oxy-Apatit (Hypothetisch), Hydroxylapatit die „Apatit-Reihe“ mit der Systemnummer VII/B.16a bildete.
In der zuletzt 2018 überarbeiteten Lapis-Systematik nach Stefan Weiß, die formal auf der alten Systematik von Karl Hugo Strunz in der 8. Auflage basiert, erhielt Belovit-(Ce) die System- und Mineralnummer VII/B.39-110. Dies entspricht ebenfalls der Abteilung „Wasserfreie Phosphate, mit fremden Anionen F,Cl,O,OH“, wo Belovit-(Ce) zusammen mit Alforsit, Belovit-(La), Carbonat-Fluorapatit, Carbonat-Hydroxylapatit, Carlgieseckeit-(Nd), Chlorapatit, Deloneit, Fluorapatit, Fluorcaphit, Fluorphosphohedyphan, Fluorstrophit, Hedyphan, Hydroxylapatit, Hydroxylpyromorphit, Johnbaumit, Kuannersuit-(Ce), Mimetesit, Mimetesit-M (N), Miyahisait, Morelandit, Phosphohedyphan, Pieczkait, Pyromorphit, Stronadelphit, Svabit, Turneaureit, Vanackerit und Vanadinit die „Apatitgruppe“ mit der Systemnummer VII/B.39 bildet.
Auch die von der International Mineralogical Association (IMA) zuletzt 2009 aktualisierte 9. Auflage der Strunz’schen Mineralsystematik ordnet den Belovit-(Ce) in die Abteilung „Phosphate usw. mit zusätzlichen Anionen; ohne H2O“ ein. Diese ist allerdings weiter unterteilt nach der relativen Größe der beteiligten Kationen und dem Stoffmengenverhältnis der zusätzlichen Anionen zum Phosphat-, Arsenat- bzw. Vanadatkomplex. Das Mineral ist hier entsprechend seiner Zusammensetzung in der Unterabteilung „Mit ausschließlich großen Kationen; (OH usw.) : RO4 = 0,33 : 1“ zu finden, wo es zusammen mit Alforsit, Belovit-(La), Carbonat-Fluorapatit, Carbonat-Hydroxylapatit, Chlorapatit, Fluorphosphohedyphan, Fluorstrophit, Hydroxylapatit, Hydroxylapatit-M (nicht anerkannter Polytyp), Deloneit-(Ce), Fermorit, Fluorapatit, Fluorcaphit, Hedyphan, Hydroxylpyromorphit, Johnbaumit, Kuannersuit-(Ce), Mimetesit, Morelandit, Phosphohedyphan, Pyromorphit, Svabit, Stronadelphit, Turneaureit und Vanadinit die „Apatitgruppe“ mit der Systemnummer 8.BN.05 bildet.
In der vorwiegend im englischen Sprachraum gebräuchlichen Systematik der Minerale nach Dana hat Belovit-(Ce) die System- und Mineralnummer 41.08.01.06. Das entspricht ebenfalls der Klasse der „Phosphate, Arsenate und Vanadate“ und dort der Abteilung „Wasserfreie Phosphate etc., mit Hydroxyl oder Halogen“. Hier findet er sich innerhalb der Unterabteilung „Wasserfreie Phosphate etc., mit Hydroxyl oder Halogen mit (A)5(XO4)3Zq“ in der „Apatitgruppe“, in der auch Apatit, Fluorapatit, Chlorapatit, Hydroxylapatit, Carbonat-Fluorapatit, Carbonat-Hydroxylapatit, Belovit-(La), Kuannersuit-(Ce), Fluorstrophit, Fluorcaphit, Deloneit-(Ce), Stronadelphit, Fluorphosphohedyphan und Phosphohedyphan eingeordnet sind.

## Chemismus
Die erste nasschemische Analyse stammt von Marija Kasakowa aus der Typpublikation über das Mineral und lieferte 0,20 % K2O; 3,60 % Na2O; 0,96 % BaO; 33,60 % SrO; 5,23 % CaO; 0,16 % MgO; 24,00 % SEE2O3 (davon 11,25 % Ce2O3); 0,60 % Fe2O3; 0,20 % SiO2; 28,88 % P2O5; 1,12 % SO3; 0,89 % H2O (Summe 99,44 %). Die Gehalte an Fluor wurden offensichtlich übersehen. Auf der Basis von sechs (P + S + Si) errechnete sich daraus die empirische Formel (Sr4,6Се2,1Na1,6Са1,3FeО,1Ba0,1Mg0,1К0,1)Σ=10,0[(Р5,8S0,2)(O24,6ОН1,4)], die sich zu (Sr,Ce,Na,Ca)10[P6O24][O,OH]2 vereinfachen lässt. Spätere Untersuchungen der Struktur des Belovit-(Ce) zeigten die geordnete Verteilung der Kationen, was zu einer Modifikation der Formel zu NaSr3CeP3O12OH führte, welche aber immer noch nicht die Dominanz des Fluors (mit F > OH) widerspiegelte.
Erst eine Mitte der 1990er Jahre durchgeführte Untersuchung mit Mikrosondenanalysen an neun Belovit-(Ce)-Stufen aus dem Fersman-Museum (einschließlich der Typstufe) stellte sicher, dass in allen Proben die Gehalte an F diejenigen an OH übersteigen (F > OH). Eine Analyse am Holotyp-Material lieferte 4,85 % Na2O; 0,66 % CaO; 38,71 % SrO; 2,72 % BaO; 5,81 % La2O3; 10,83 % Ce2O3; 1,02 % Pr2O3; 4,03 % Nd2O3; 0,23 % Sm2O3; 0,33 % ThO2; 0,16 % SiO2; 29,72 % P2O5; 0,0 % SO3; 2,14 % F; 0,02 % H2O (–O=F2 = 0,90; Summe 102,13 %). Daraus errechnete sich die empirische Formel Na1,12(Sr2,67Ва0,13Са0,09)Σ=2,89(Ce0,47La0,26Nd0,17Pr0,04Sm0,01Тh0,01)Σ=0,96[(Р3,00Si0,01)3,01O12](F0,80OH0,03)Σ=0,83, die zu Na(Ce,La)Sr3[(РО4)3](F,ОН) vereinfacht wurde. Dies entspricht der von Victor Yakovenchuk und Kollegen angegebenen Formel für Belovit-(Ce), welche Gehalte von 4,25 % Na2O; 42,59 % SrO; 22,49 % Ce2O3; 29,17 % P2O5 und 2,60 % F (Summe 100,00 %) erfordert.
Belovit-(Ce) ist ein Vertreter der Apatit-Obergruppe mit der allgemeinen generischen Formel IXM12VIIM23(IVTO4)3X und
- M = Ca2+, Pb2+, Ba2+, Sr2+, Mn2+, Na+, Ce3+, La3+, Y3+, Bi3+
- T = P5+, As5+, V5+, Si4+, S6+, B3+
- X = F−, Cl− und (OH)−

Verglichen mit Fluorapatit wird Calcium im Belovit-(Ce) auf der M2-Position durch Strontium und auf der M1-Position durch Natrium + Cer ersetzt. Marco Pasero und Kollegen interpretieren die oben genannte Formel von Pekov und Kollegen entsprechend der allgemeinen generischen Formel für die Apatit-Obergruppe als NaCeSr3(PO4)3F. Dies ist auch die offizielle Formel der IMA für Belovit-(Ce).
Die alleinige Elementkombination Na–Ce–Sr–P–F–O, wie sie der offiziellen Formel der IMA für den Belovit-(Ce) zu entnehmen ist, weist unter den derzeit bekannten Mineralen (Stand 2021) nur Belovit-(Ce) auf.
Belovit-(Ce) ist das Ce-dominante Analogon zum La-dominierten Belovit-(La), NaLaSr3(PO4)3F, das NaSr3Ce-Analogon zum CaCaCa3-dominanten Fluorapatit, Ca5(PO4)3F, und das Sr-dominante Analogon zum Ba-dominierten Kuannersuit-(Ce), NaCeBa3(PO4)3F0,5Cl0,5.

## Kristallstruktur

Räumliche Darstellung der Struktur von Belovit-(Ce) in kationenzentrierter polyedrischer Darstellung mit Blickrichtung parallel zur c-Achse. Der schwarze Umriss zeigt die Einheitszelle. Farblegende:

Belovit-(Ce) kristallisiert im trigonalen Kristallsystem in der Raumgruppe P3 (Raumgruppen-Nr. 147) mit den Gitterparametern a = 9,659 Å und c = 7,182 Å sowie zwei Formeleinheiten pro Elementarzelle.
Klevtsova & Borisov (1964) untersuchten die Struktur von Belovit-(Ce) von der Typlokalität und stellten eine geordnete Verteilung der Kationen Sr, Na und SEE sowie die Raumgruppe P3 fest. Nadezhina und Kollegen untersuchten im Jahre 1987 die Struktur von Belovit-(Ce) vom Berg Karnassurt, Lowosero-Tundren, und bestätigten das von Klevtsova & Borisov (1964) gefundene Modell mit der Raumgruppe P3. Die Ergebnisse einer detaillierten Untersuchung von Belovit-(Ce) aus verschiedenen Lokalitäten, einschließlich der erneuten Untersuchung des Holotyps von Maly Punkaruaiw, Lowosero-Tundren, ergaben in allen Fällen ebenfalls die Raumgruppe P3. Diese Ergebnisse wurden im Jahre 2000 von John Rakovan und John Hughes bestätigt.
Trotz der recht einfachen Formel mit nur vier Schlüsselpositionen (M1, M2, T und X) neben denjenigen, von denen bekannt ist, dass sie nur von O2− besetzt sind (O1, O2 und O3), ist die auf kationischen und anionischen Substitutionen basierende Zahl der verschiedenen Spezies in der Apatit-Obergruppe ziemlich groß. Diese Zahl nimmt weiter zu, da in einigen Fällen die M1-Zentren in Paare von nicht-äquivalenten Positionen mit entsprechender Erniedrigung der Raumgruppensymmetrie aufgespalten sind. Bezüglich der Koordinationszahlen ist M1 neunfach (6 + 3) koordiniert, wobei die innersten sechs Liganden ein Polyeder bilden, welches oft als Metaprisma bezeichnet wird. Wenn man bei der Betrachtung die drei weiter entfernten Liganden einschließt, lässt sich das M1-Koordinationspolyeder als trigonales Prisma mit drei Kappen beschreiben. Die M2-Position gilt als siebenfach koordiniert, wenn Ca das zentrale Kation ist; ein solches Polyeder kann als verzerrte fünfeckige Bipyramide beschrieben werden. In anderen Fällen, z. B. wenn die Position von Pb und/oder die X-Position von Cl besetzt ist, kann die Koordination der M2-Positionen unregelmäßiger sein und das zentrale Kation als acht- oder neunfach koordiniert angesehen werden.
Innerhalb der Apatit-Obergruppe gehört Belovit-(Ce) (zusammen mit Fluorcaphit, Fluorstrophit, Deloneit, Belovit-(La) und Kuannersuit-(Ce)) in die Belovit-Gruppe. Diese Minerale sind hexagonale und trigonale Phosphate, bei denen sich die M1-Position in die M1- und M1′-Positionen aufspaltet, welche verschiedene vorherrschende (Spezies-definierende) Kationen enthalten. Die strikte Ordnung von Na und SEE auf der M1-Position erniedrigt die Symmetrie von P63/m (Nr. 176) auf P3. Innerhalb der letzteren Raumgruppe gibt es im Unterschied zu der einzigen M1-Position in der Apatit-Archetyp-Struktur zwei unabhängige M1-Positionen (M1 und M1′) die von SEE (bzw. Na) besetzt werden. Eine weitere Folge der reduzierten Raumgruppensymmetrie ist die Aufspaltung der O3-Positionen in ein Paar nicht-äquivalenter Positionen (O3 und O4). Diese Atome repräsentieren die „kappenbildenden“, überdeckenden Anionen in der durch ein trigonales Prisma mit drei Kappen gebildeten Koordination um die M1- und M1′-Positionen. Die in der P63/m-Struktur äquivalenten Abstände M1–O3 und M1′–O4 unterscheiden sich in der P3-Struktur deutlich und spiegeln die unterschiedliche Besetzung durch SEE und Na wider. Daher führt die reduzierte Symmetrie nicht nur zu einer ausgewählten Besetzung der M1- und M1′-Zentren durch REE und Na, sondern auch zu einer signifikanten Variation der Dimensionen der entsprechenden Koordinationspolyeder.

## Eigenschaften

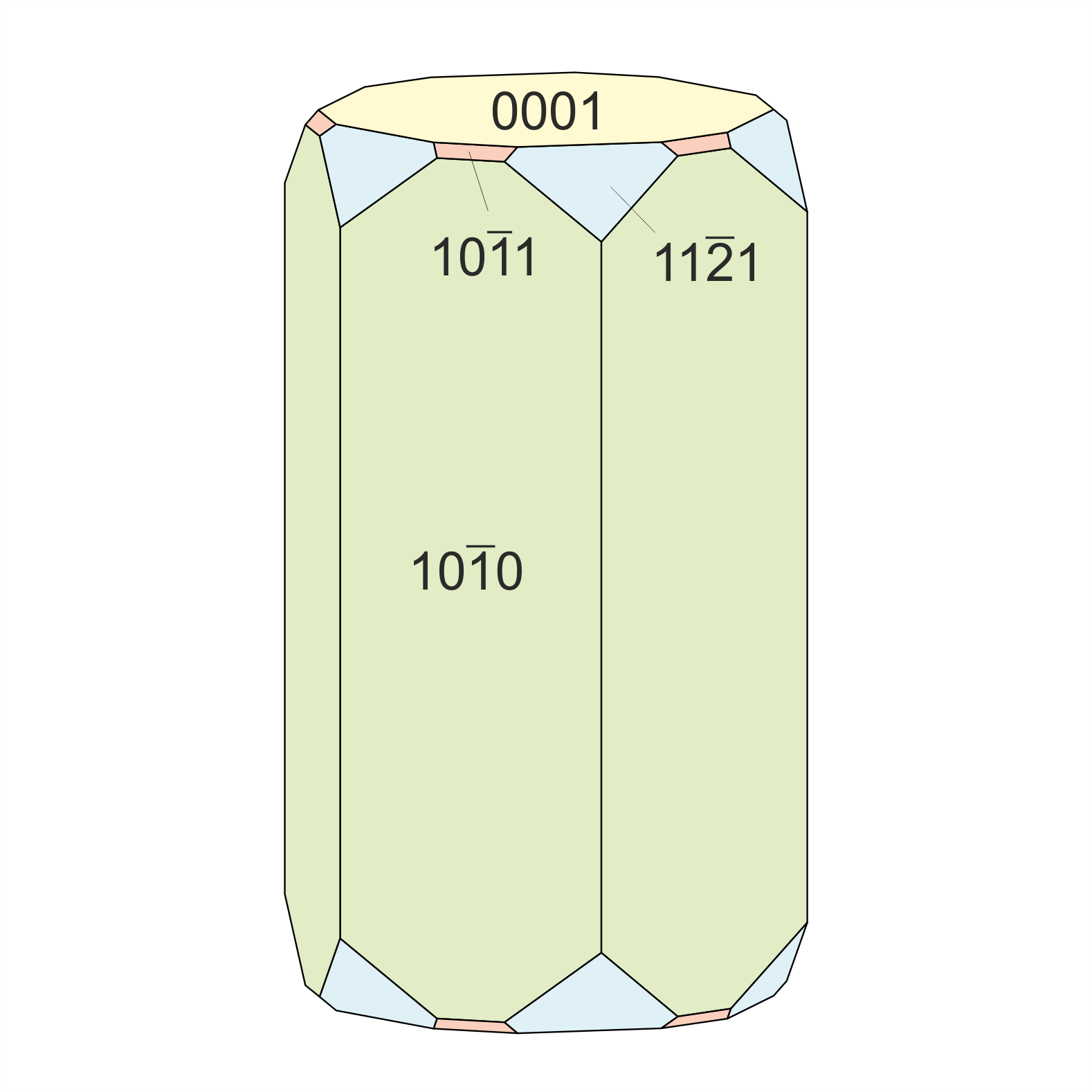
Zeichnung eines flächenreichen Belovit-(Ce)-Idealkristalls

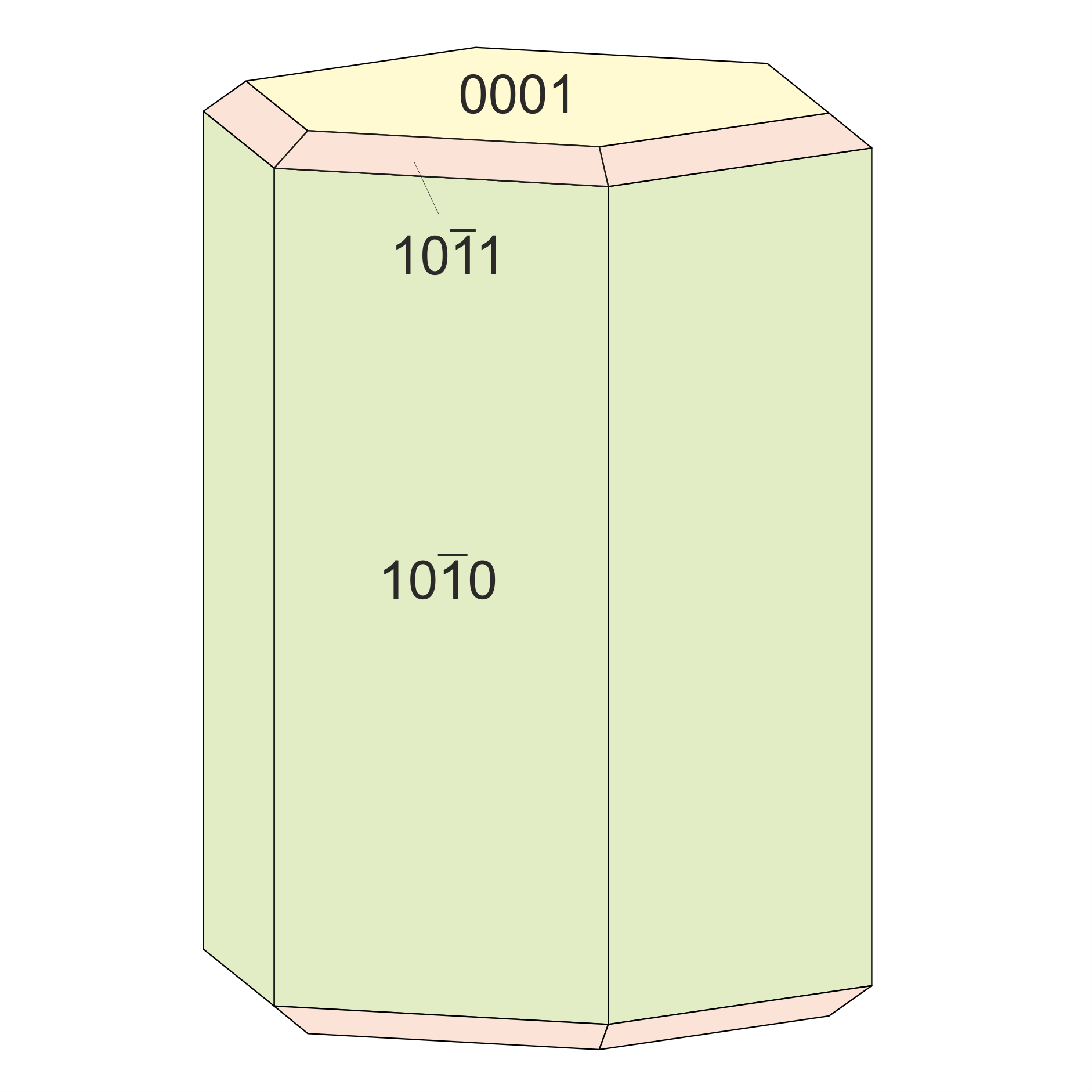
Zeichnung eines flächenarmen Belovit-(Ce)-Idealkristalls

### Morphologie
Belovit-(Ce) findet sich in nadeligen oder dünn- bzw. langrismatischen Kristallen, die bis zu 5 cm Länge erreichen können und als tragende Form das hexagonale Prisma I. Stellung m {1010} zeigen. Die einfache Tracht wird durch das Basispinakoid c {0001}, das Rhomboeder I. Stellung q {1011} und das Rhomboeder II. Stellung e {1121} vervollständigt (vgl. die nebenstehenden Kristallzeichnungen). Außerdem bildet er radialstrahlige bis garbenförmige Aggregate oder tritt eingewachsen in gestaltlosen Körnern auf.
Die größten bekannten Kristalle stammen aus dem in Urtiten sitzenden Natrolith-Aegirin-Mikroklin-Gang No. 34 am Berg Kukiswumtschorr (Kirower Erzbergwerk, Sohle +252 m) in den Chibinen. Es handelt sich um einen equigranularen Gang von 0,8 × 2,0 m Durchmesser mit einer deutlichen konzentrischen Zonierung. Die 20 bis 40 cm breite Mikroklin-Zone führt gelbe Belovit-(Ce/La)-Kristalle bis zu 5 cm Länge und 8 mm Durchmesser. Das Ce:La-Verhältnis in den Beloviten aus diesem Gang variiert, beträgt jedoch etwa 1, so dass ein Teil eines Kristalls Belovit-(Ce) ist und andere Bereiche desselben Kristalls Belovit-(La) sind. Die meisten dieser Kristalle zeigen die einfachst mögliche Tracht aus Prisma {1010} und Basispinakoid {0001}. In der bis zu 40 cm mächtigen, von der Mikroklin-Zone durch einen dünnen Pektolith-Saum separierten Natrolith-Zone finden sich im grobsäuligen Natrolith ebenfalls Belovit-(Ce/La)-Kristalle.
In dem in gneisartigen Foyaiten sitzenden Natrolith-Albit-Aegirin-Mikroklin-Gang No. 17 am Berg Eweslogtschorr in den Chibinen fanden sich bis zu 7 mm lange und 1,5 mm Durchmesser aufweisende, blassgelbe, prismatische Belovit-(Ce)-Kristalle als Einschluss in Natrolith-Analcim-Massen.
In einem Pektolith-Natrolith-Mikroklin-Gang in Urtiten am Berg Raswumtschorr in den Chibinen wurden blassgelbe, dünnprismatische Belovit-(Ce)-Kristalle bis 3 cm Länge und 2 mm Durchmesser in Massen aus dichtem feinkörnigen Natrolith zusammen mit Sphalerit, Lamprophyllit und Aegirin beobachtet.
Im Pektolit-Natrolith-Kern eines in Urtiten sitzenden Sodalith-Mikroklin-Aegirin-Gangs am Berg Koaschwa in den Chibinen (dem Erstfundort des Fluorcaphits) kam Belovit-(Ce) als Einschluss in Fluorcaphit, syntaktisch mit Deloneit verwachsen, vor.
Ebenfalls am Berg Koaschwa bildete Belovit-(Ce) in dem in Urtiten sitzenden Nephelin-Sodalith-Mikroklin-Aegirin-Gang No. 8 gelbe, gestreckt-prismatische, sitzende Kristalle bis 1,5 cm Länge, die in Natrolith-Knollen im Aegirin-Kern des Ganges vorkamen.
Bei der hydrothermalen Alterationen kann Belovit-(Ce) durch Rhabdophan-(Ce) verdrängt werden.

### Physikalische und chemische Eigenschaften
Belovit-(Ce) ist farblos oder gelblich, honiggelb bis grünlichgelb bzw. gelb in verschiedenen Schattierungen. Seine Strichfarbe wird mit weiß angegeben. Die Oberflächen des halbdurchsichtigen bis durchscheinenden Belovit-(Ce) zeigen einen glasartigen Glanz, während auf Bruchflächen Fettglanz beobachtet wird. Belovit-(Ce) besitzt eine diesem Glanz entsprechende mittelhohe Lichtbrechung (nω = 1,653–1,660; nε = 1,634–1,640) und eine gleichfalls mittelhohe Doppelbrechung (δ = 0,018–0,026). Unter dem Polarisationsmikroskop ist der einachsig negative Belovit-(Ce) im durchfallenden Licht farblos bis leicht gelb und nicht pleochroitisch.
Die Kristalle des Belovit-(Ce) zeigen eine für einen Vertreter der Apatit-Gruppe ungewöhnliche, wenn auch nur unvollkommene Spaltbarkeit nach einem Prisma und dem Basispinakoid. Er bricht aufgrund seiner Sprödigkeit aber ähnlich wie Amblygonit oder Quarz, wobei die Bruchflächen uneben (wie beim Amblygonit) oder muschelig (wie beim Quarz) ausgebildet sind.
Das Mineral weist eine Mohshärte von 5 auf und gehört damit zu den mittelharten Mineralen, die sich ähnlich gut wie das Referenzmineral Apatit mit dem Taschenmesser noch ritzen lassen. Seine Vickershärte ist mit VHN = 450 kg/mm² tabelliert. Die gemessene Dichte für Belovit-(Ce) beträgt je nach Autor 4,03 bis 4,19 g/cm³ (die des Holotyps 4,19 g/cm³), die berechnete Dichte 4,13 g/cm³.
Das Mineral zersetzt sich bei Raumtemperatur leicht in Säuren wie verdünnter Salzsäure, HCl, und Salpetersäure, HNO3.

### Radioaktivität
Durch seinen Thoriumgehalt von bis zu 0,66 % ThO2 kann das Mineral schwach radioaktiv sein. Unter Berücksichtigung der natürlichen Zerfallsreihen bzw. vorhandener Zerfallsprodukte wird die spezifische Aktivität mit 630,6 Bq/g angegeben (zum Vergleich: natürliches Kalium 31,2 Bq/g). Der zitierte Wert kann je nach Mineralgehalt und Zusammensetzung der Stufen deutlich abweichen, auch selektive An- oder Abreicherungen der radioaktiven Zerfallsprodukte sind möglich und ändern die Aktivität.

## Bildung und Fundorte
Belovit-(Ce) ist ein weltweit sehr seltenes, nur auf der Kola-Halbinsel etwas weiter verbreitetes Mineral. Der Erstfundort sind Ussingit-Aegirin-Mikroklin-Linsen im Pegmatit Nr. 71 am Osthang des Bergs Maly Punkaruaiw (russisch Малый Пункаруайв, Koordinaten des Bergs Maly Punkaruaiw) in den Lowosero-Tundren in der Oblast Murmansk auf der Halbinsel Kola in Russland.
Belovit-(Ce) ist nur im zentralen Teil dieses Pegmatits zu finden, wo er Phänokristalle im Ussingit bildet. Die Bildung von Ussingit erfolgte im Ergebnis des Einwirkens von spät gebildeten alkalischen Lösungen auf Mikroklin. Gleichzeitig wurden auch andere Minerale des primären Pegmatits alteriert, darunter solche mit Metallen der Seltenen Erden, Phosphor und Strontium. Während des Substitutionsprozesses reicherten sich Phosphor, Seltenerdelemente und Strontium an und wurden zu einem großen Teil im Belovit-(Ce) fixiert. Insgesamt kann Belovit-(Ce) als typisches spät bzw. sekundär gebildetes Mineral angesehen werden, welches nur in Pegmatiten in hochdifferentierten Alkaligesteinsmassiven vorkommt.
Vor der Entdeckung der Pegmatit-Lagerstätte Schkatulka galt der Pegmatit Nr. 71 als der größte Ussingit-Körper in den Lowosero-Tundren. Der Pegmatit wurde 1932 von den Leningrader Geologen N. I. Tichomirow (Н. И. Тихомиров) und S. D. Pokrowski (С. Д. Покровски) entdeckt, die im Massiv der Lowosero-Tundren nach Eudialyt-Erzen suchten. Im Jahre 1933 begann Wasilij Iwanowitsch Gerasimowskij mit der wissenschaftlichen Untersuchung dieses Pegmatits, der später auch von Lew S. Borodin, Jewgeni Iwanowitsch Semjonow (Евгений Иванович Семёнов, englische Transkription Evgenii Ivanovitch Semenov) und Irina Wladislawowna Bussen (russisch Ирина Владиславовна Буссен, englische Transkription Irina Vladislavovna Bussen) studiert wurde.
Als sehr seltene Mineralbildung wurde der Belovit-(Ce) bisher (Stand 2021) erst von ca. 15 Fundpunkten beschrieben.
Neben der Typlokalität existieren für den Belovit-(Ce) die im Folgenden genannten Fundstellen:
- in den Lowosero-Tundren
  - der 1996 entdeckte, agpaitische, intensiv hydrothermal überprägte und extrem Na-, CO2- und relativ Si-reiche Pegmatit Schomiokitowoe (Шомиокитовый пегматит) und die hyperagpaitischen, Ussingit-reichen Pegmatite Schkatulka (пегматит Шкатулка) und Sirenewaja (Сиреневая жила), alle in der Grube Umbozero (Умбозерский рудник) im Berg Alluaiw (Аллуайв)
  - der Tagebau Umbozero Nord (Северный карьер) im Berg Alluaiw
  - der ultraalkalische, 26 m lange und etwa 1 m dicke Pegmatit Jubilejnaja (Юбилейная пегматитовая залежь) in der Grube Karnassurt (in den Bergen Karnassurt und Kedykwerpachk mit den beiden Grubenbereichen Karnassurt und Kedyk)
  - der im August 2002 entdeckte Pegmatit Palitra (пегматит Палитра) in der Grube Karnassurt, Grubenbereich Kedyk
  - der Pegmatit Nr. 66 (Пегматит № 66) im Flusstal des Motschisuai (Мотчисуай) am Berg Sengistschorr (Сенгисчорр)
  - der Pegmatit Nr. 47 (Пегматит № 47) am Berg Lepche-Nelm (Лепхе-Нельм) unweit des Sees Seidosero (Сейдозеро)
- in den Chibinen
  - Pegmatite in der Umgebung des Astrophyllit-Bachs am Südhang des Berges Eweslogtschorr (Эвеслогчорр)
  - der IGC Stop 4-2 bzw. der Natrolith-Albit-Aegirin-Mikroklin-Gang Nr. 17 in gneisartigen Foyaiten am Berg Eweslogtschorr
  - der IGC Stop 2-3 bzw. der Nephelin-Sodalith-Mikroklin-Aegirin-Gang Nr. 8 in Urtiten am Berg Koaschwa (Коашва)
  - der Pektolit-Natrolith-Kern eines in Urtiten sitzenden Sodalith-Mikroklin-Aegirin-Gangs im Tagebau Wostotschny (Восточный рудник) der Lagerstätte Koaschwa
  - der in Urtiten sitzende Natrolith-Aegirin-Mikroklin-Gang Nr. 34 am Berg Kukiswumtschorr (Kirower Erzbergwerk, Sohle +252 m) (Кукисвумчоррский рудник)
  - ein Pektolith-Natrolith-Mikroklin-Gang in Urtiten am Berg Raswumtschorr (russisch Расвумчорр)
- der Autonome Kreis der Jamal-Nenzen am Osthang des Polar-Urals (Полярный Урал), Ural, Föderationskreis Ural, Russland
- Pilanesberg im gleichnamigen alkalischen Ringkomplex nördlich von Rustenburg, Distrikt Bojanala Platinum, Provinz Nordwest, Südafrika
- kaliumreiche Alkaligesteine (Malignite und Mikronephelinyenite) durchsetzende Nephelinsyenit-Pegmatitgänge bei Gordon Butte in den Crazy Mountains, Meagher County, Montana, USA

Fundorte für Belovit-(Ce) aus Deutschland, Österreich und der Schweiz sind damit unbekannt.

## Verwendung
Belovit-(Ce) besitzt keinerlei ökonomische Bedeutung, ist jedoch aufgrund seiner Seltenheit ein bei Sammlern geschätztes und begehrtes Mineral.